# Hemelytroblatta zavattarii
Hemelytroblatta zavattarii är en kackerlacksart som först beskrevs av Salfi 1935.  Hemelytroblatta zavattarii ingår i släktet Hemelytroblatta och familjen Polyphagidae.
Artens utbredningsområde är Libya. Inga underarter finns listade i Catalogue of Life.